# Perona (San Clemente)
Perona es una localidad española del municipio conquense de San Clemente, en la comunidad autónoma de Castilla-La Mancha.
- Datos: Q84157628